# 錫爾伯巴赫河 (奧赫熱河支流)
50°7′21″N 12°9′36″E / 50.12250°N 12.16000°E

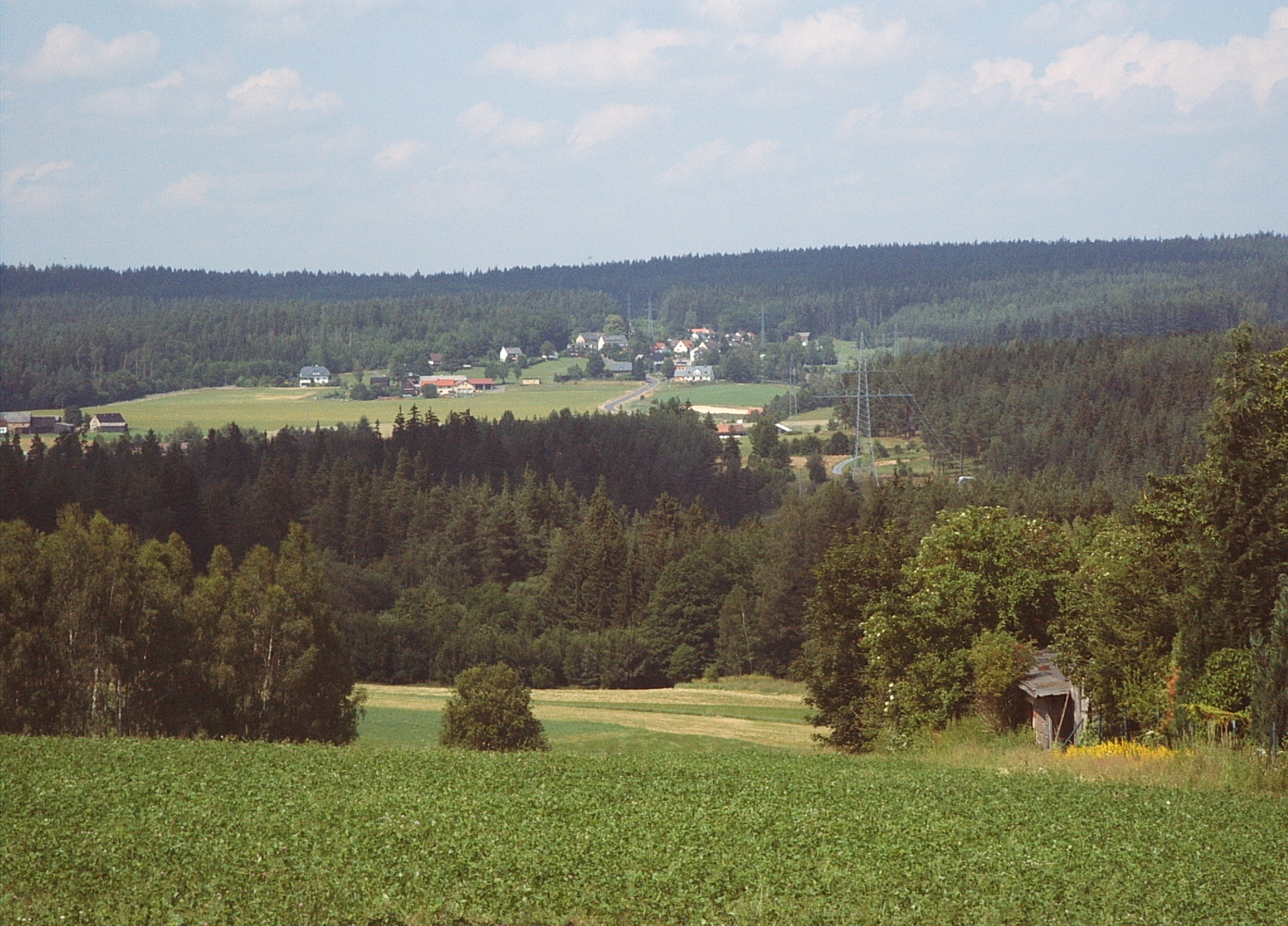

錫爾伯巴赫河是德國的河流，位於該國東南部，由巴伐利亞負責管轄，屬於奧赫熱河的左支流，河道全長2公里，發源自菲希特爾山脈。